# Péter Gallai
Péter Gallai (ur. 5 października 1953 w Budapeszcie, zm. 16 września 2019) – węgierski klawiszowiec, kompozytor i wokalista. 

## Działalność
W 1971 r. założył swój pierwszy zespół. W 1974 r. ukończył konserwatorium. Grał w zespole Nautilus. Od 1974 do 1982 r. był członkiem Piramisu, a także zespołu Favágók. Z powodzeniem grał również w Bikini. Od 2009 r. znowu został członkiem Piramisu. 
Napisał muzykę do opery rockowej Kolumbusz, której premiera odbyła się w 1992 r.

## Ważniejsze zespoły
- 1974–1982, 2009–2019: Piramis
- 1985–2002: Bikini